# Societatea Română de Radiodifuziune
Societatea Română de Radiodifuziune (kurz SRR; deutsch Rumänische Hörfunkgesellschaft) ist der öffentlich-rechtliche Hörfunksender Rumäniens mit Sitz in der Hauptstadt Bukarest.

## Geschichte

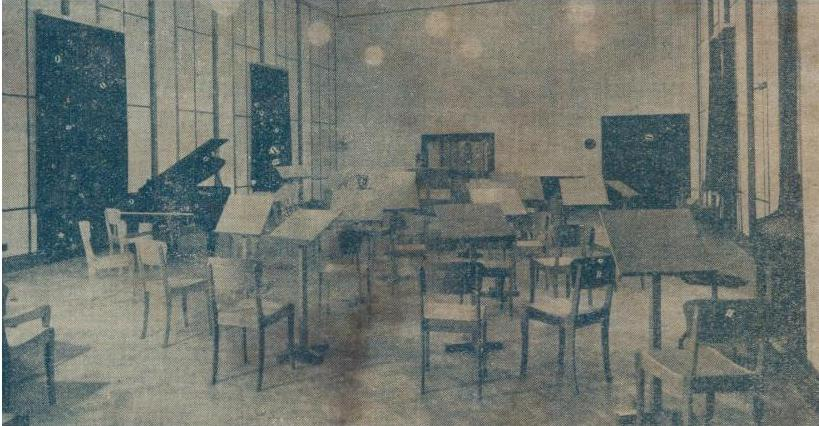
Sendesaal von Radio Chişinău (1940)

Der Sender nahm am 1. November 1928 seinen Betrieb mit einer Ansprache des rumänischen Radiopioniers Dragomir Hurmuzescu auf. Das Funkhaus war von Anfang an in dem Gebäude in der General-Berthelot-Straße Nr. 60 untergebracht, das im August 1944 bei einem deutschen Bombenangriff zerstört wurde. Es wurde nach dem Ende des Zweiten Weltkriegs wiederaufgebaut und 1952 neu bezogen. Der Sender hat dort auch heute noch seinen Sitz. Außer den Redaktionen und den Studios zur Produktion der landesweit zu empfangenden Programmen sind dort auch der hauseigene Verlag Casa Radio und die von SRR betriebene Nachrichtenagentur RADOR untergebracht.

## SRR heute

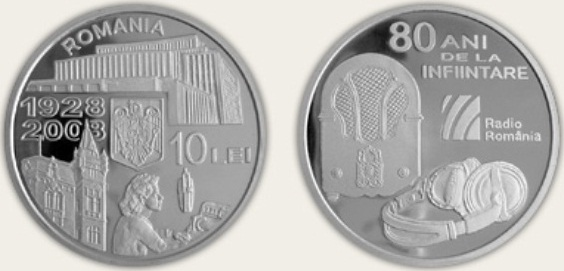
Gedenkmünze zum 80-jährigen Bestehen des rumänischen Hörfunks (2008)

SRR produziert drei landesweit zu empfangende Programme (Radio România Actualități, Radio Antena Satelor und Radio România Cultural) sowie neun Regionalprogramme (București FM, Radio Cluj, Radio Constanța, Radio Vacanța, Radio Craiova, Radio Iași, Radio Reșița, Radio Târgu Mureș und Radio Timișoara), auch in den Minderheitensprachen Deutsch, Ungarisch und Serbisch. Für den Auslandsrundfunk ist Radio Rumänien International zuständig. In der benachbarten Republik Moldawien wird das Programm Radio Chișinău ausgestrahlt.
Die Programme werden terrestrisch über UKW, Mittelwelle, Satellit und DAB gesendet und über das Internet per Livestream verbreitet.
Des Weiteren nutzt Radio Rumänien International zwei Kurzwellensender.
Der Sender wird von einem Verwaltungsrat geleitet, dessen Vorsitzender Ovidiu Miculescu ist.